# 刘忠 (1970年)
刘忠（1970年9月—），男，汉族，四川泸县人，无党派人士。中华人民共和国政治人物、第十三届全国人民代表大会四川地区代表。

## 生平
2018年2月24日，当选为第十三届全国人大代表。